# Fourneau Marchand
Fourneau Marchand ligt aan de N87 tussen Virton en Étalle en behoort tot het grondgebied van deze laatste gemeente. Vanaf de weg is duidelijk te zien waar de plaats heeft gelegen tot het tijdens de Slag om de Ardennen in 1944 verwoest werd. Nu herinneren alleen de plaatsnaambordjes aan de kant van de weg aan de plaats.